# Doka Madureira
Doka Madureira, de son vrai nom Francisco Lima da Silva, né le 11 février 1984 à Sena Madureira, est un footballeur brésilien évoluant au poste d'ailier.

## Biographie
Doka Madureira évolue au Brésil, en Bulgarie et en Turquie.
Il inscrit 12 buts en première division bulgare lors de la saison 2010-2011, puis 14 buts en première division turque lors de la saison 2011-2012.
Le 7 mars 2011, il inscrit avec le Litex Lovetch un triplé dans le championnat de Bulgarie, contre le Béroé Stara Zagora (victoire 4-0).
Doka Madureira participe à la Ligue des champions et à la Ligue Europa. En Ligue Europa, il inscrit avec l'İstanbul Başakşehir un but contre l'AZ Alkmaar le 6 août 2015, lors du troisième tour de la compétition.

## Palmarès
- Champion de Hongrie en 2010 et 2011 avec le Litex Lovetch
- Vainqueur de la Coupe de Bulgarie en 2009 avec le Litex Lovetch
- Champion de Turquie de D2 en 2014 avec l'İstanbul BB